# Contrac Cobus COBUS

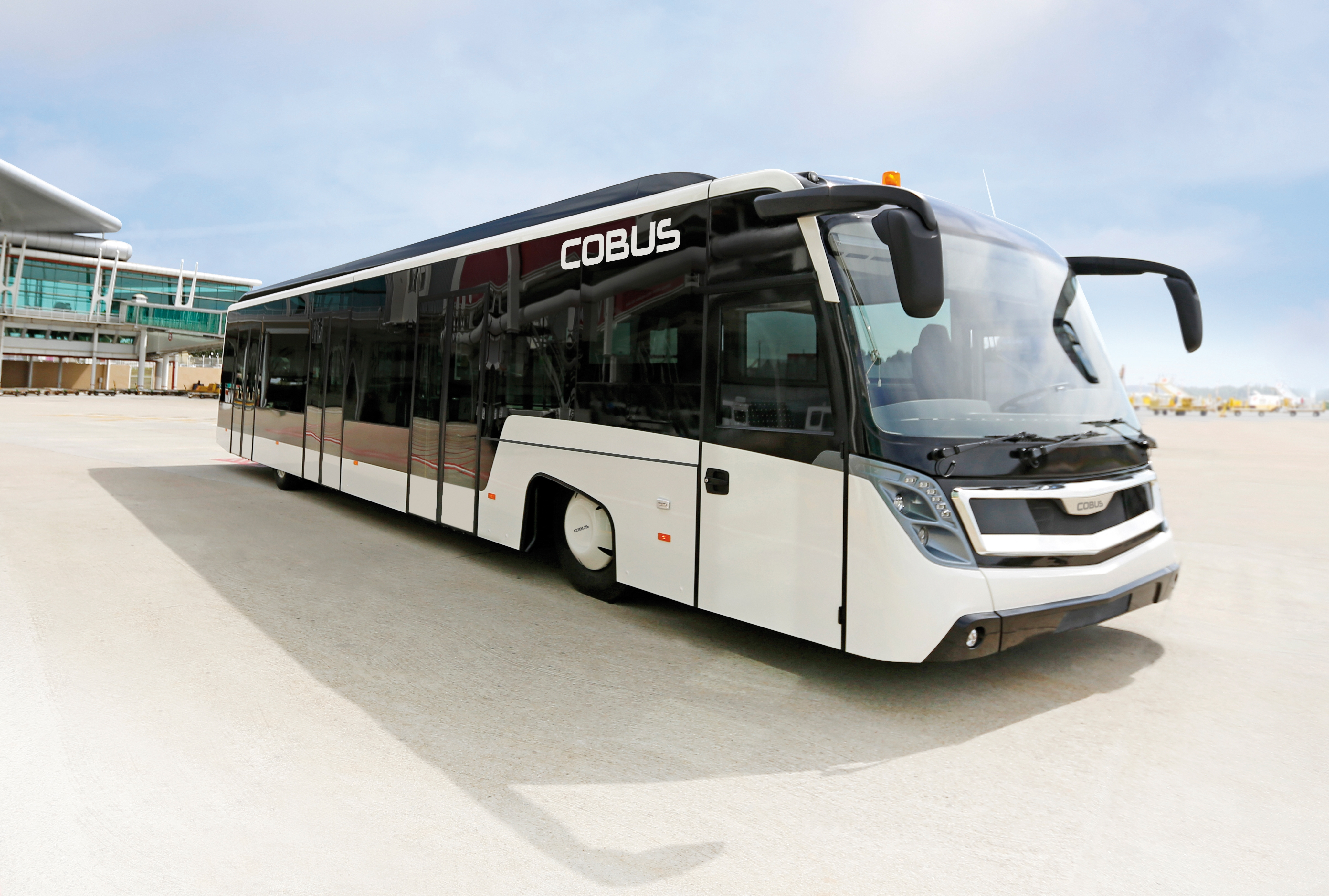
COBUS 3000

De Contrac Cobus COBUS is een low floor-autobusreeks, geproduceerd door de Duitse busfabrikant Contrac Cobus. De eerste bus van deze reeks werd in 1978 gebouwd en nam dienst op de luchthaven van Zürich. Met deze reeks creëerde Contrac Cobus een concurrent voor de Neoplan Airliner en maakte zichzelf de marktleider voor vliegveldbussen.
De bussen hebben een volledig lage vloer, die zo laag mogelijk boven de weg ligt. De bussen zijn vooral gericht op het vervoer van zo veel mogelijk passagiers met bagage. Hiervoor hebben de bussen zo weinig mogelijk stoelen en zo veel mogelijk staruimte. In tegenstelling tot andere bussen, hebben de Airliner-bussen deuren aan beide zijdes van de bus.

## Modellen

### Huidige modellen
Er zijn momenteel vier versies van de Contrac Cobus COBUS die anno 2011 nog gebouwd worden door Contrac Cobus. De eerste bus van deze moddellenreeks werd in 2003 gebouwd en in 2005 kwam een nieuw moderner ontwerp voor de nieuwste modellen. De typeaanduidingen staan voor de breedte van de bussen.
- COBUS 2500; de smallere versie van de COBUS 2700S
- COBUS 2500 EXECUTIVE; de VIP-busversie van de COBUS 2500
- COBUS 2700; de smallere versie van de COBUS 3000
- COBUS 2700S; de kortere versie van de COBUS 2700
- COBUS 3000; het vlaggenschip van Contrac Cobus
- E.COBUS; de openbaarvervoerversie van de COBUS 2500, ook beschikbaar als elektrische bus

De COBUS 2500 is ook geschikt voor gebruik in het openbaar vervoer.

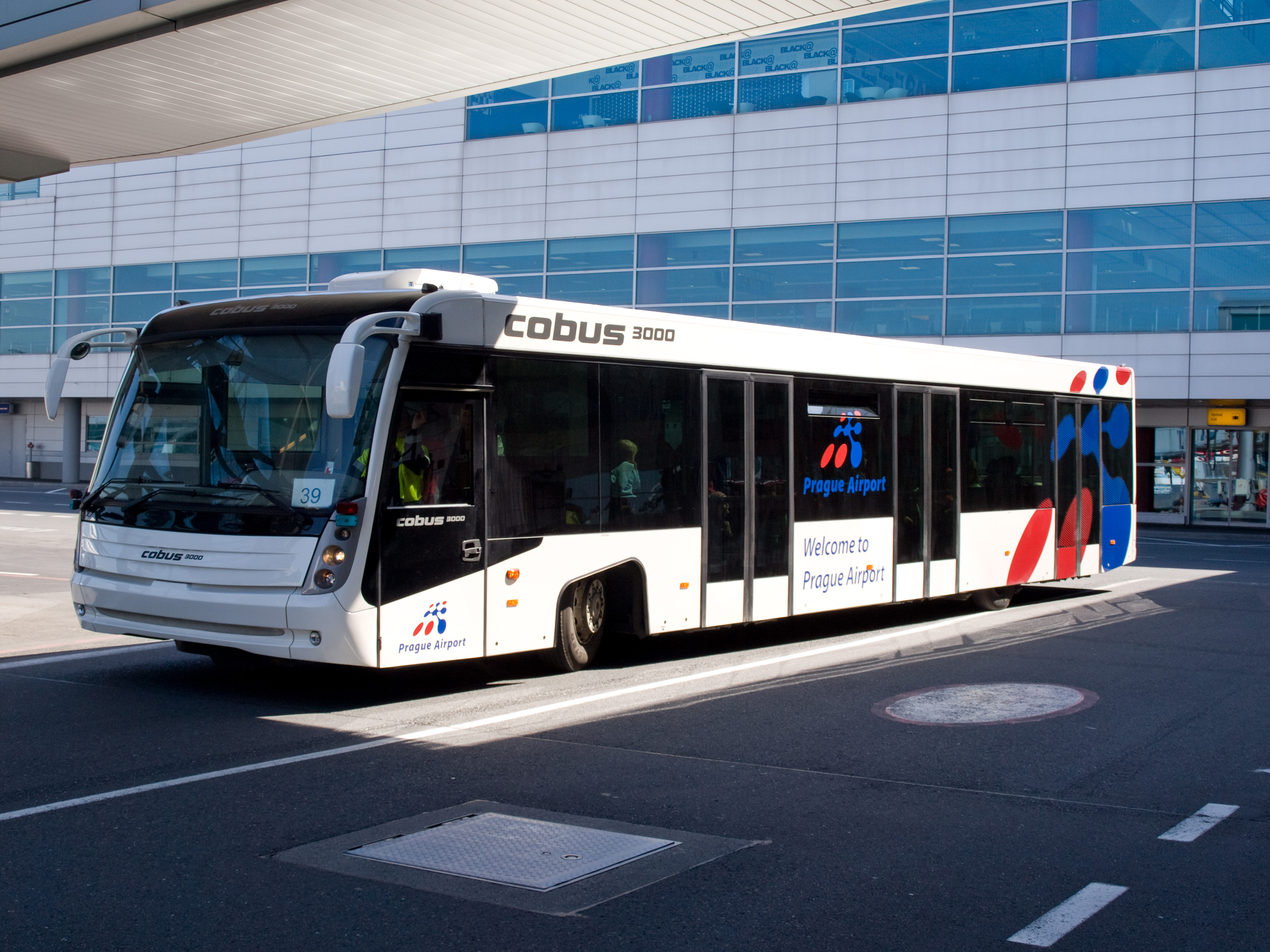
COBUS 3000
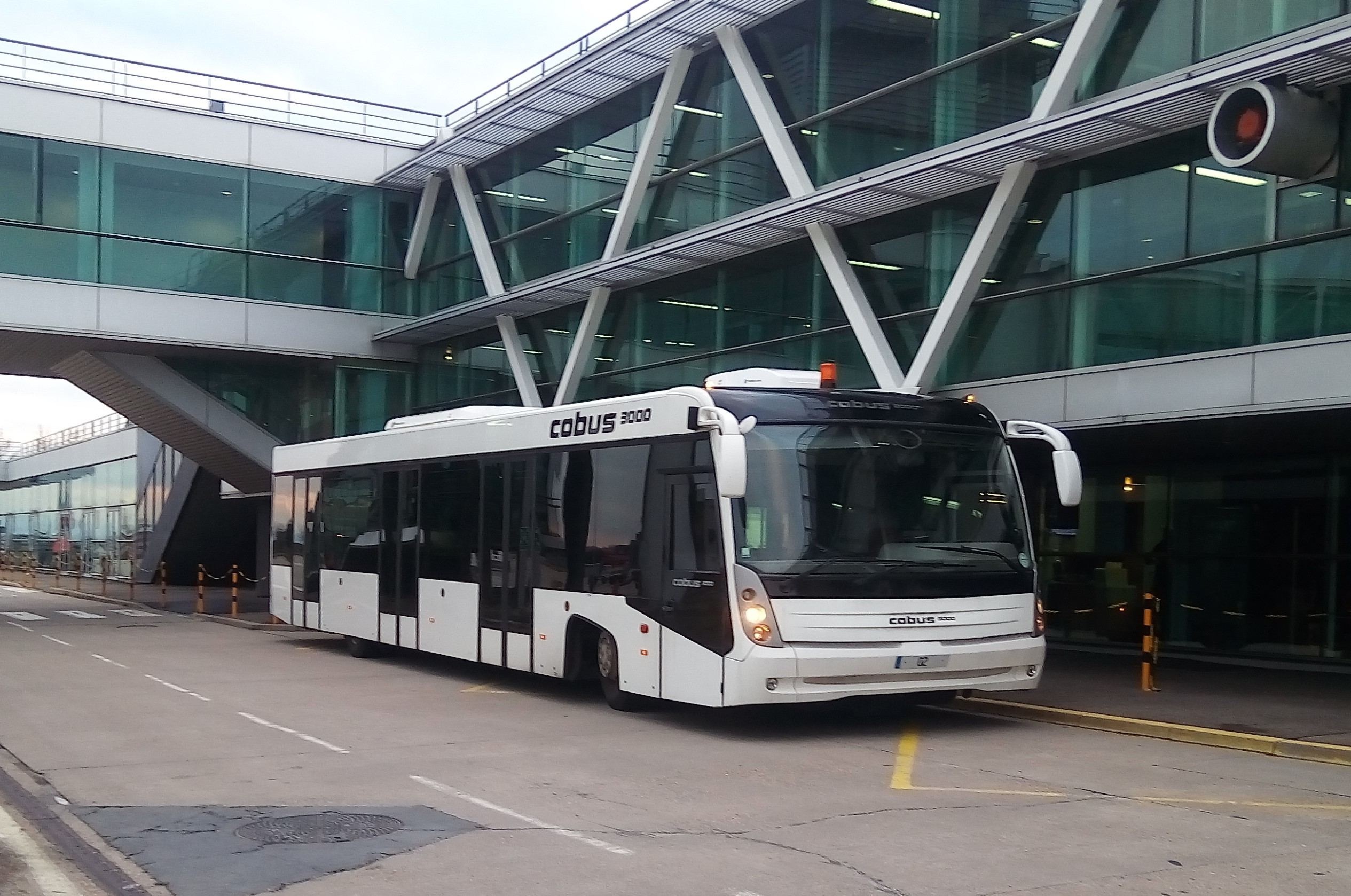
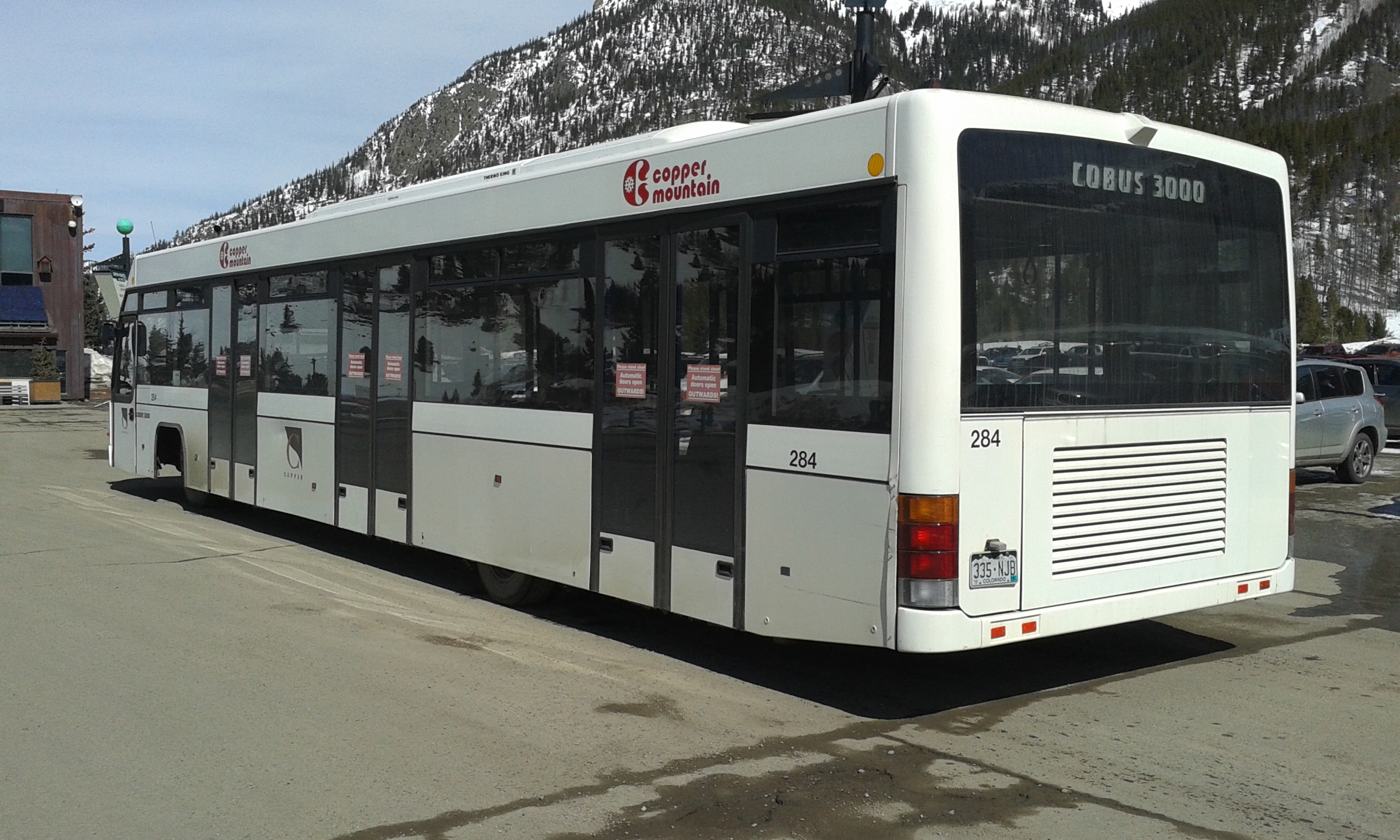
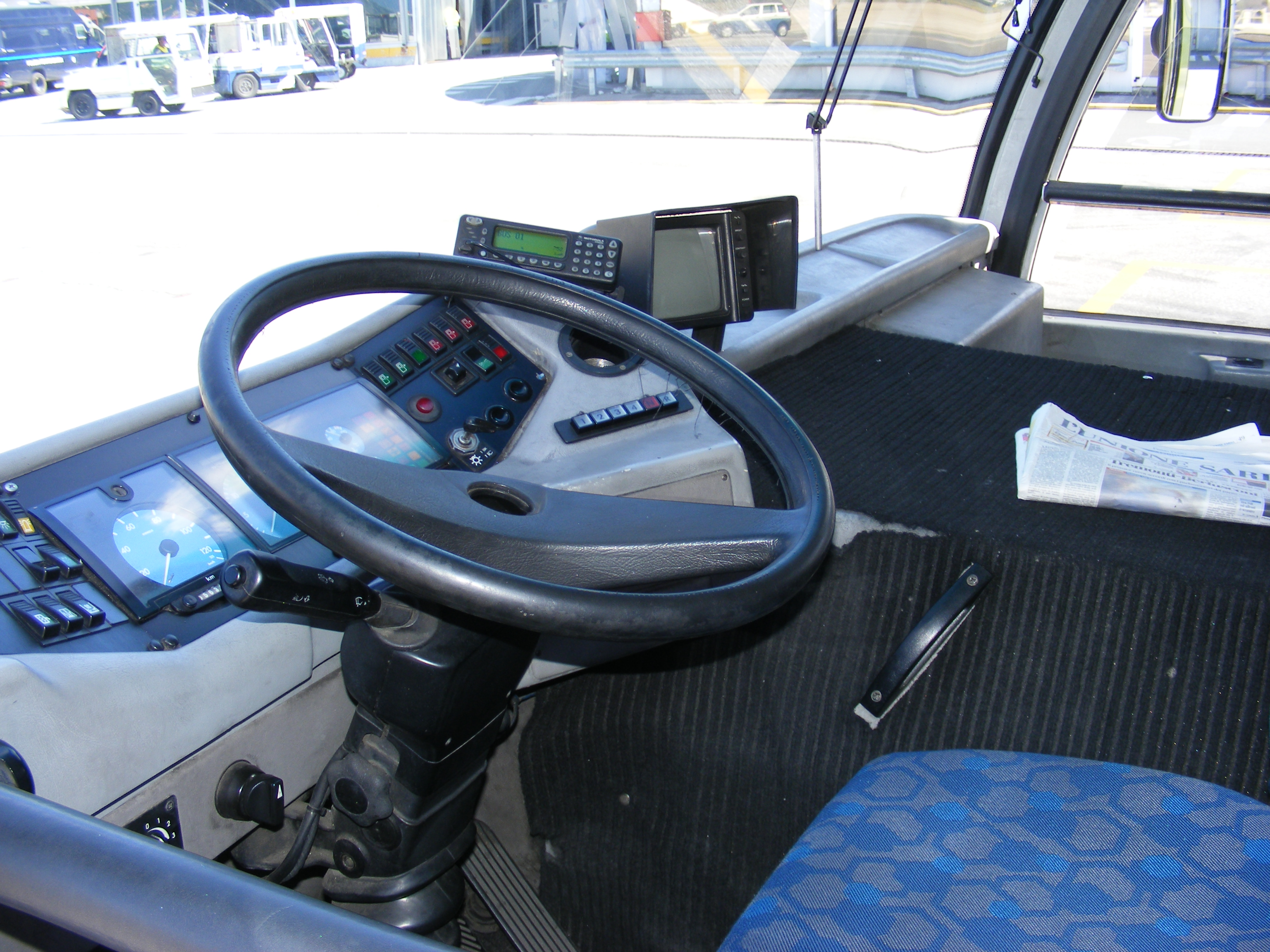
Bestuurderscabine van de COBUS 3000
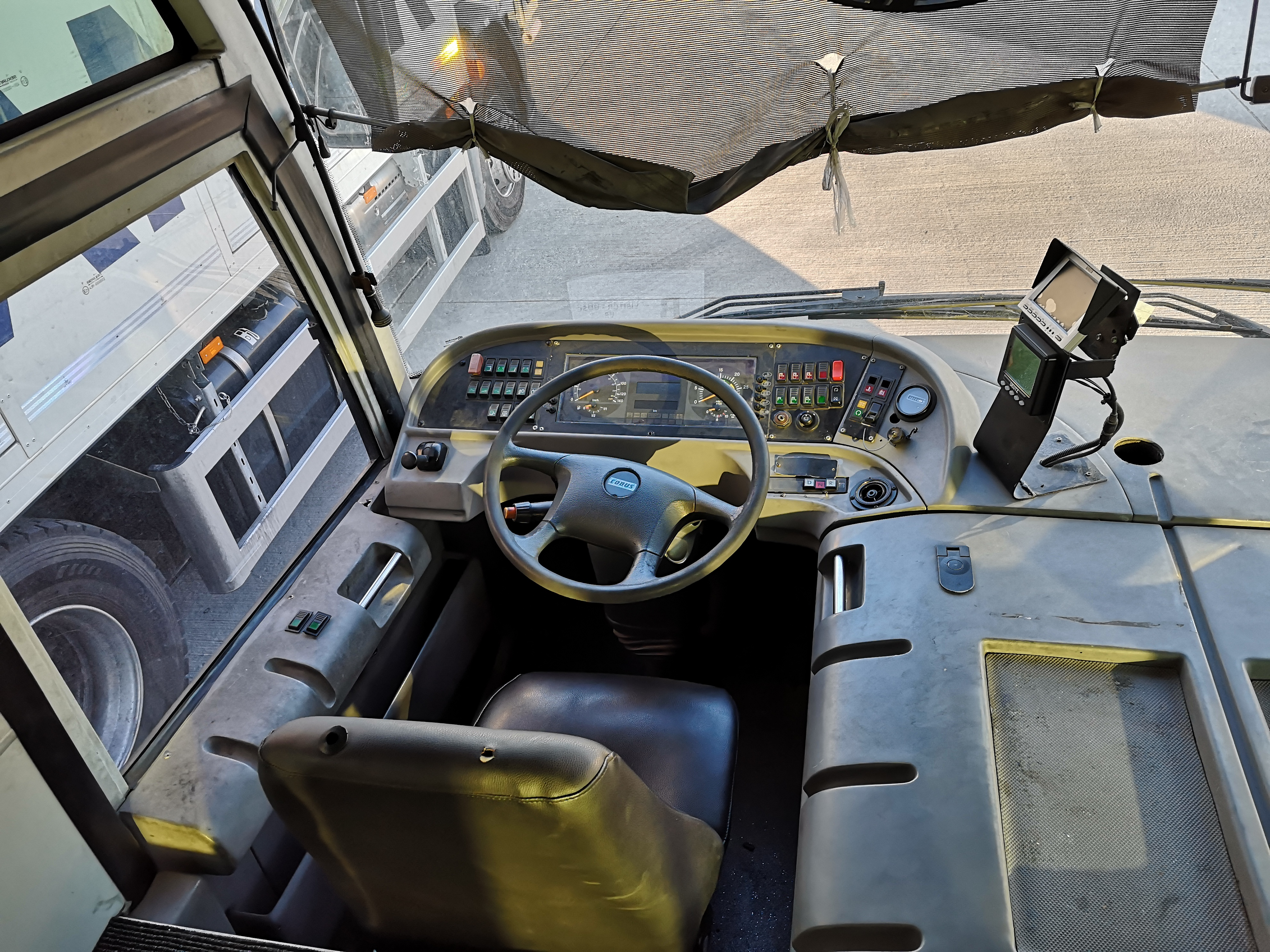
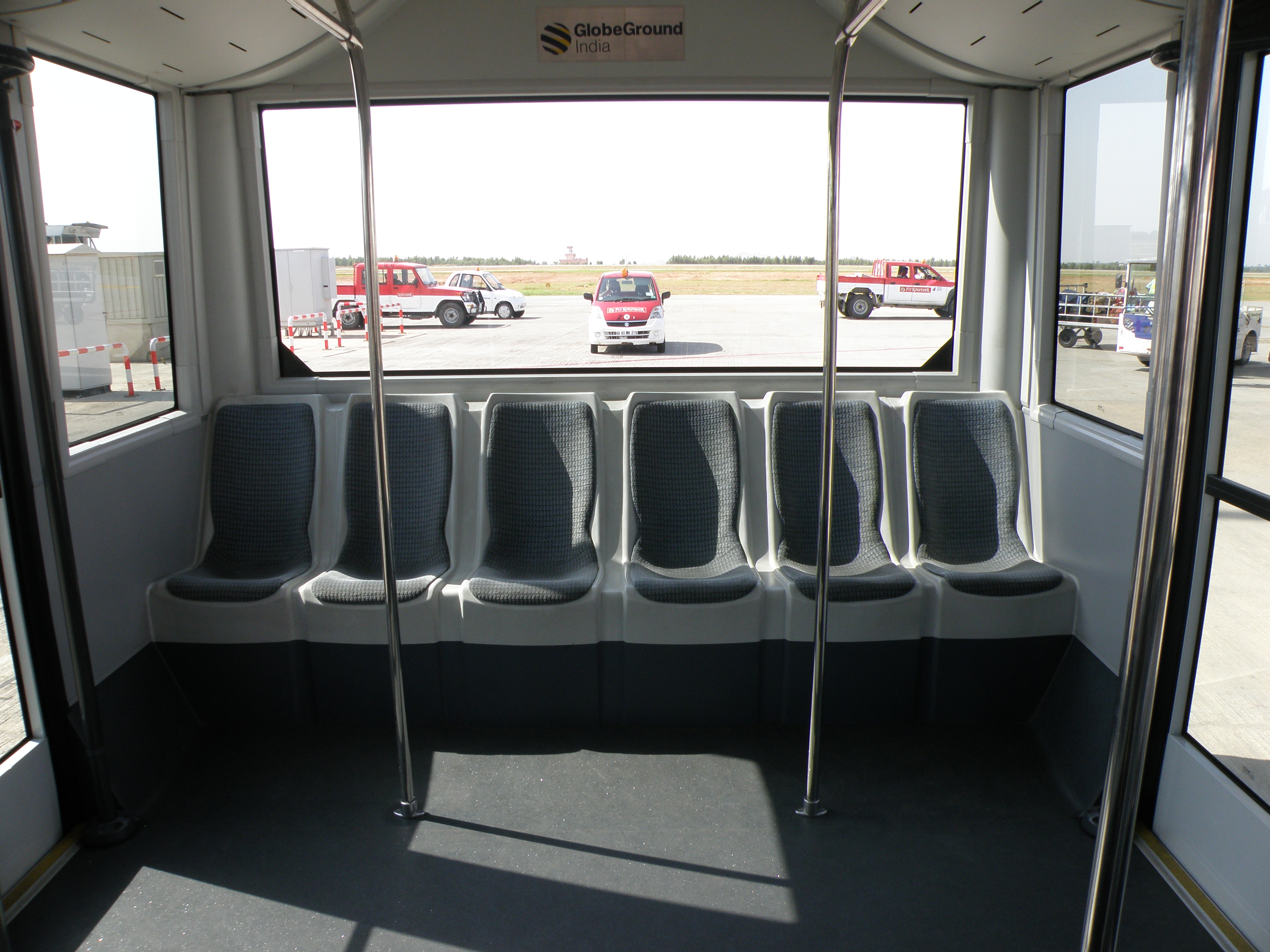
Interieur van een COBUS 3000
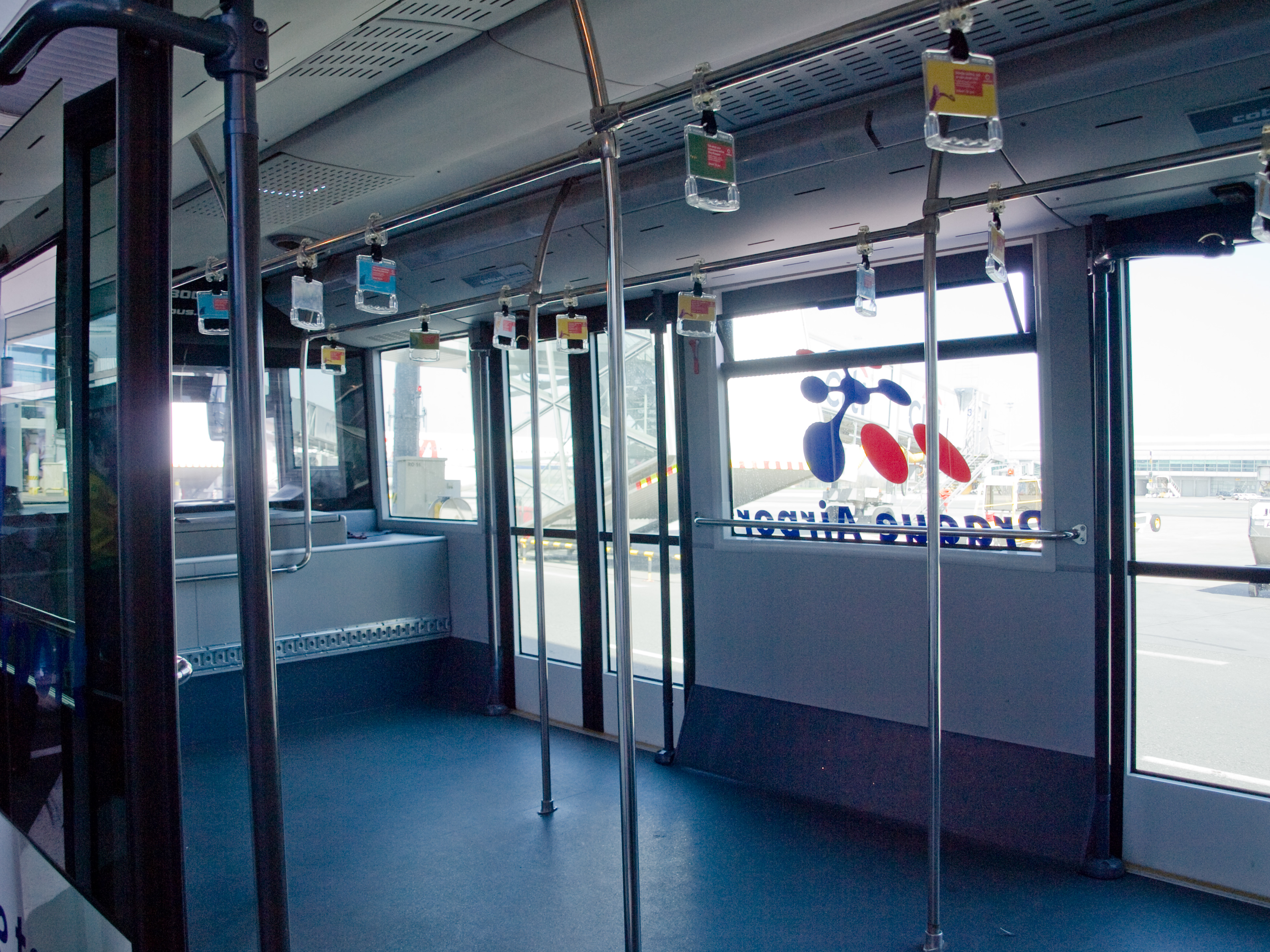
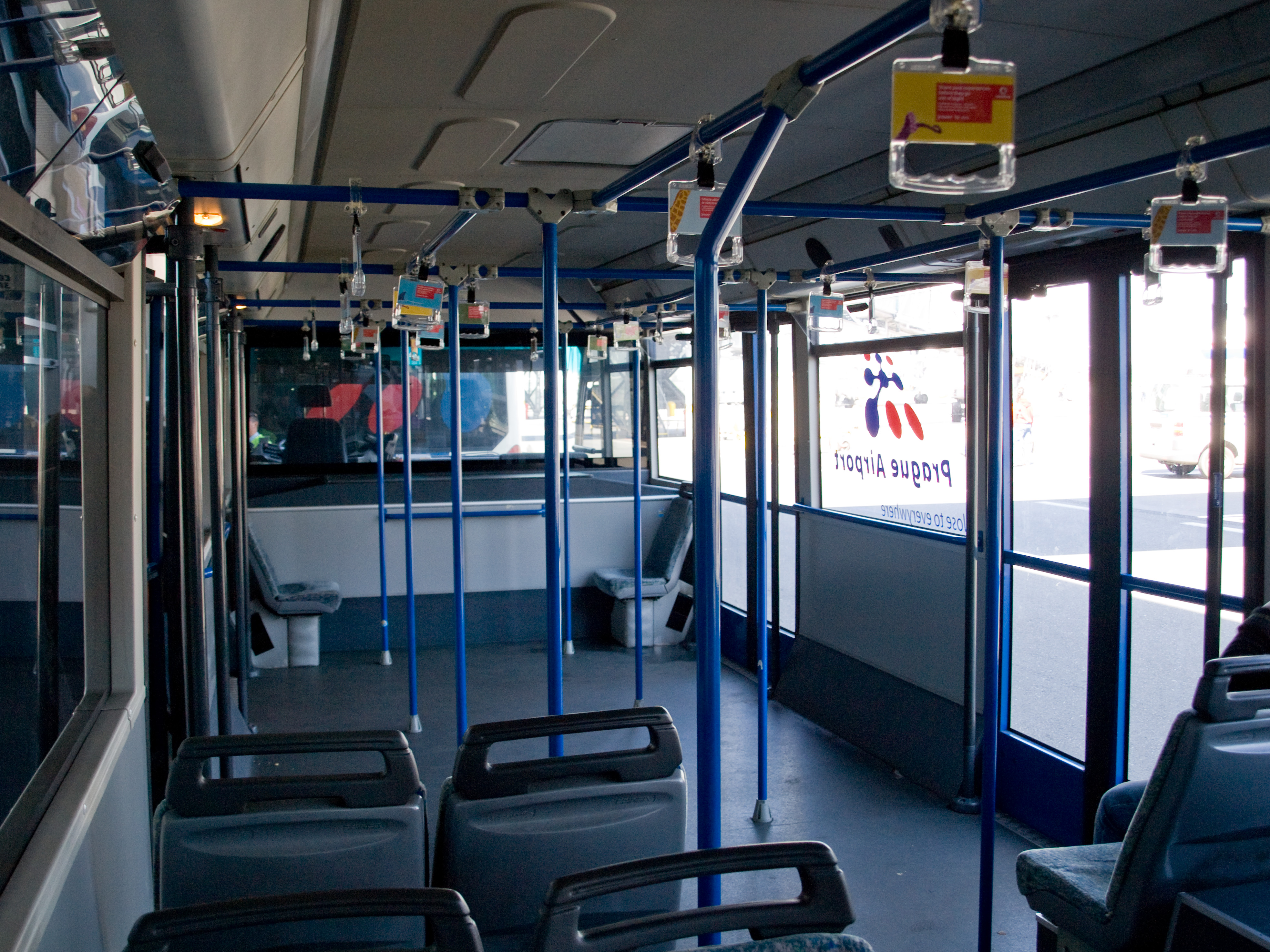

### Voormalige modellen
Er waren een aantal oudere modellen. Deze waren;
- COBUS 2400; de kleinere versie van de COBUS 2700 en gebouwd tussen 2003 en 2013
- COBUS 240; de voorloper van de COBUS 2400 en gebouwd tussen 1995 en 2003
- COBUS 270; de voorloper van de COBUS 2700 en gebouwd tussen 1995 en 2003
- COBUS 300; de voorloper van de COBUS 3000 en gebouwd tussen 1995 en 2003

De COBUS 2400 kon gebruikt worden als speciale VIP-bus of als pendelbus voor vliegtuigcrew.

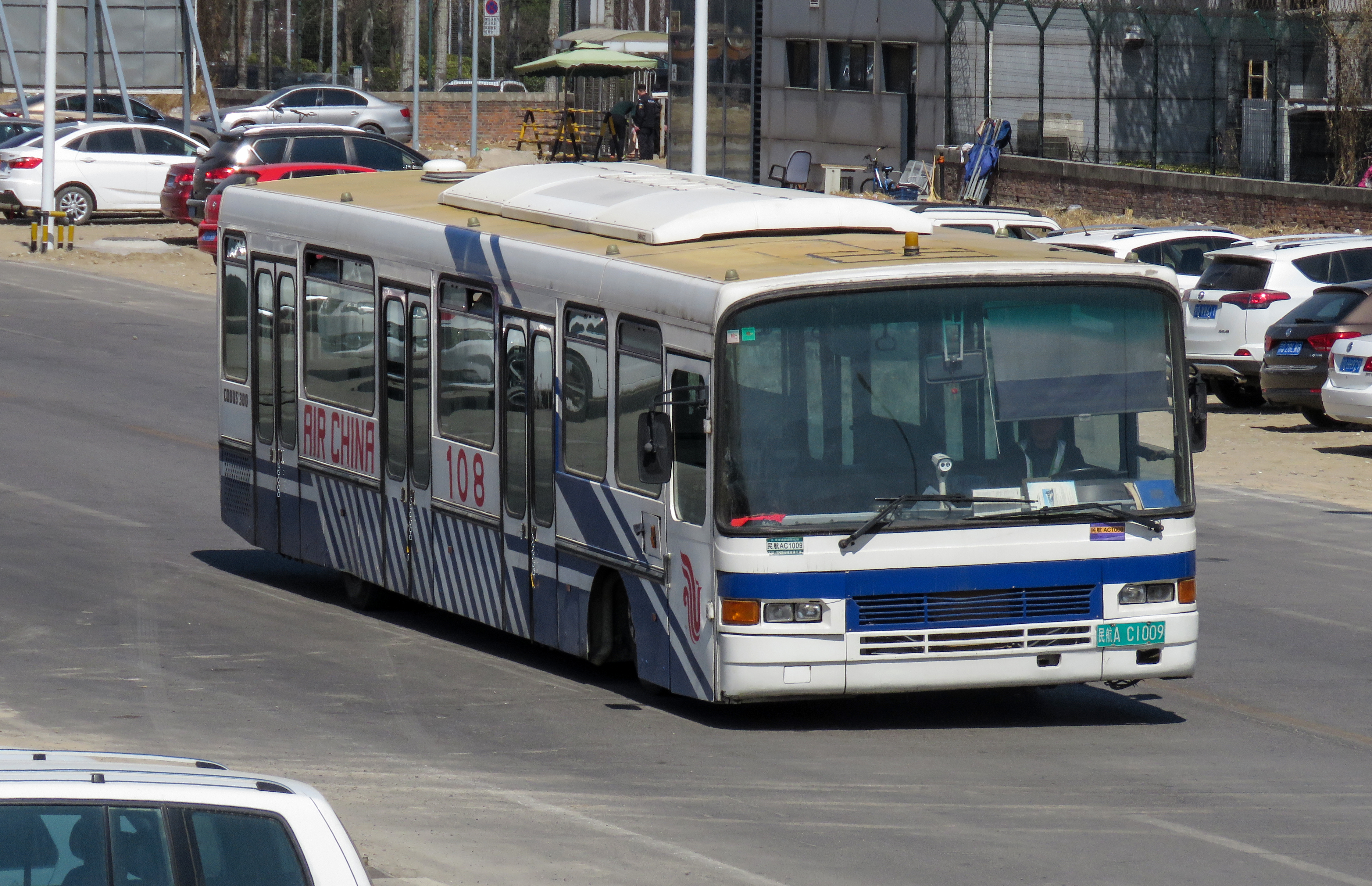
COBUS 300

## E.COBUS
Op Busworld 2011 in Kortrijk, kwam Contrac Cobus met een première, waarin een volledig elektrisch aangedreven bus werd tentoongesteld. Deze bus kreeg de naam E.COBUS, en is met 2,55m de smallere versie van de COBUS 2700S. Deze bus is ontwikkeld vanwege de vraag naar milieuvriendelijkere bussen en is de eerste bus van Contrac Cobus voor het openbaar vervoer. Naast elektrische aandrijving is de bus ook beschikbaar als dieselversie. De bus had als basis de Cobus 2500 die ook in 2011 in première ging.

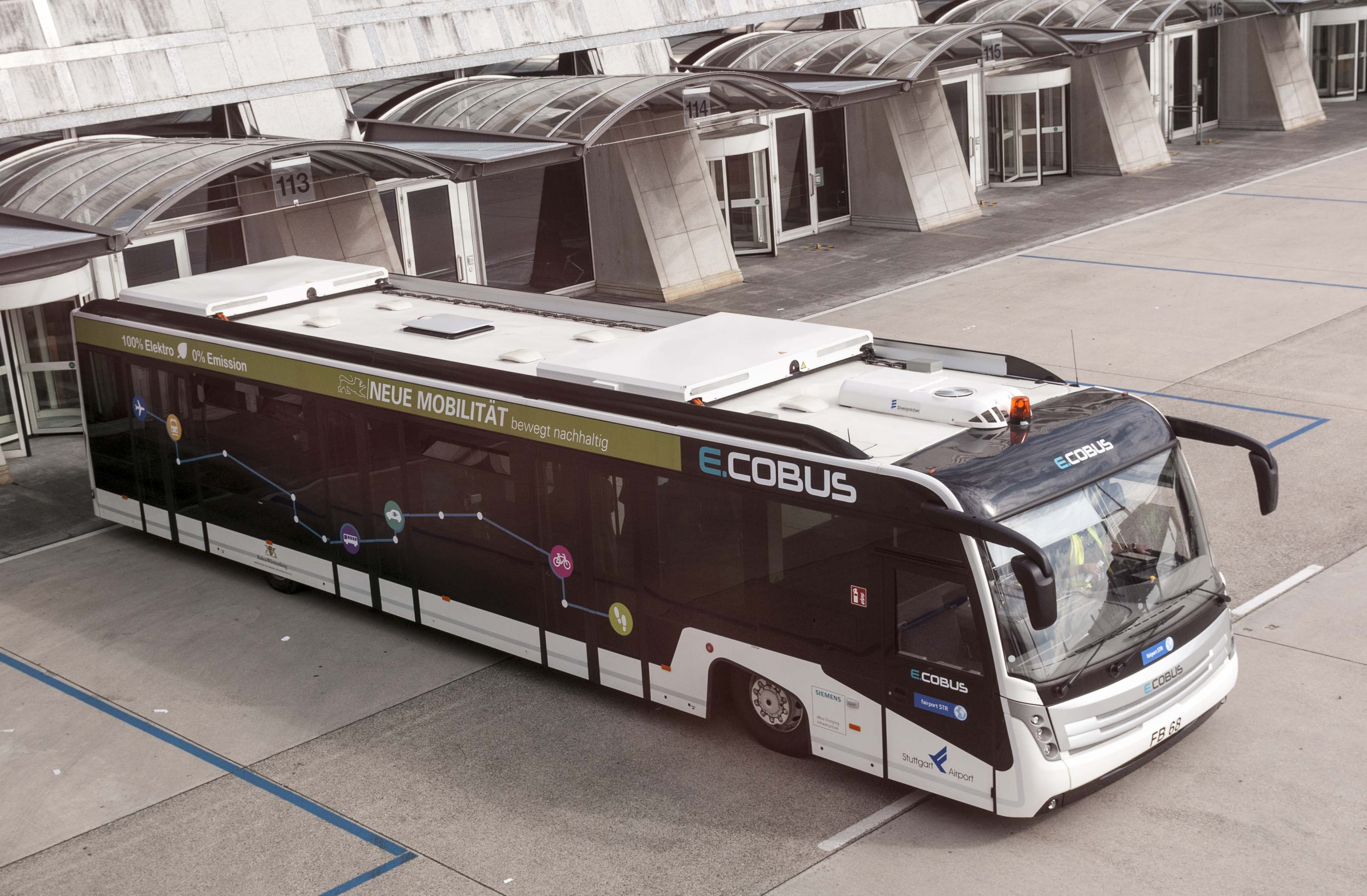
E.COBUS

## Technische Specificaties
| Technische gegevens             | COBUS 2400                             | COBUS 2500                                        | COBUS 2700                                        | COBUS 2700S                                       | COBUS 3000                                        |
| ------------------------------- | -------------------------------------- | ------------------------------------------------- | ------------------------------------------------- | ------------------------------------------------- | ------------------------------------------------- |
| Lengte                          | 8 670 mm                               | 12 110 mm                                         | 12 780 mm                                         | 12 110 mm                                         | 13 920 mm                                         |
| Breedte                         | 2 400 mm                               | 2 550 mm                                          | 2 700 mm                                          | 2 700 mm                                          | 3 000 mm                                          |
| Hoogte                          | 3 020 mm                               | 2 860 mm (excl. dakunit) 3 100 mm (incl. dakunit) | 2 860 mm (excl. dakunit) 3 100 mm (incl. dakunit) | 2 860 mm (excl. dakunit) 3 100 mm (incl. dakunit) | 2 860 mm (excl. dakunit) 3 100 mm (incl. dakunit) |
| Instaphoogte                    | 270 - 290 mm                           | 270 - 290 mm                                      | 270 - 290 mm                                      | 270 - 290 mm                                      | 270 - 290 mm                                      |
| Vloerhoogte tijdens het rijden  | 350 mm                                 | 350 mm                                            | 350 mm                                            | 350 mm                                            | 350 mm                                            |
| Wielbasis                       | 5 300 mm                               | 5 790 mm                                          | 7 100 mm                                          | 5 790 mm                                          | 7 100 mm                                          |
| Motor                           | Mercedes-Benz OM 904 LA Cummins BG-230 | Mercedes-Benz OM 904 LA Cummins BG-230            | Mercedes-Benz OM 904 LA Cummins BG-230            | Mercedes-Benz OM 904 LA Cummins BG-230            | Mercedes-Benz OM 904 LA Cummins BG-230            |
| Versnellingsbak                 | Automaat Allison AT542                 | Automaat Allison B300                             | Automaat Allison B300                             | Automaat Allison B300                             | Automaat Allison B300                             |
| Aantal deuren                   | 2                                      | 2 - 6                                             | 4                                                 | 6                                                 | 6                                                 |
| Aantal zitplaatsen              | 18                                     | ??                                                | 8                                                 | 8                                                 | 10                                                |
| Aantal passagiers zonder bagage | ca. 36 - 45 personen                   | ??                                                | ca. 99 - 117 personen                             | ca. 70 - 97 personen                              | ca. 108 - 132 personen                            |
| Aantal passagiers met bagage    | ca. 39 personen                        | ??                                                | ca. 96 personen                                   | ca. 80 personen                                   | ca. 108 personen                                  |

## Inzet
De COBUS-bussen komen voor op vliegvelden in verschillende landen. Zo komen er enkele COBUS 2700-bussen voor in Nederland op Luchthaven Schiphol. Op Schiphol worden de bussen gebruikt als pendelbussen tussen de pakeerplaatsen en de terminals.
| Land        | Vliegveld                             | Aantal    | Type        | Serie           | Opmerking                               | Afbeelding |
| ----------- | ------------------------------------- | --------- | ----------- | --------------- | --------------------------------------- | ---------- |
| Canada      | Toronto Pearson International Airport | ??        | COBUS 2400  | ??              |                                         |            |
| Canada      | Toronto Pearson International Airport | ??        | COBUS 3000  | ??              |                                         |            |
| China       | Luchthaven Peking Capital             | ??        | COBUS 3000  | ??              |                                         |            |
| Duitsland   | Luchthaven Frankfurt am Main          | ??        | COBUS 2400  | 208 - 209, ??   | Speciale VIP-bus (Fraport VIP services) |            |
| Duitsland   | Airport Weeze                         | 4         | COBUS 3000  | 1 - 4           |                                         |            |
| Duitsland   | Luchthaven Stuttgart                  | ?         | Cobus 3000  | ?               |                                         |            |
| Griekenland | Internationale luchthaven van Rhodos  | ??        | COBUS 300   | ??              |                                         |            |
| Griekenland | Internationale luchthaven van Rhodos  | ??        | COBUS 3000  | ??              |                                         |            |
| Hongarije   | Luchthaven van Boedapest              | ??        | COBUS 3000  | ??              |                                         |            |
| Malta       | Luchthaven Malta (GlobeGround)        | >3        | COBUS 3000  | 1, 2, 7, ??     |                                         |            |
| Luxemburg   | Luxair-Bus                            | 1         | COBUS 2700  | n/a 2           | Inzet op Luchthaven Luxemburg-Findel    |            |
| Luxemburg   | Luxair-Bus                            | 1         | COBUS 3000  | n/a 1           | Inzet op Luchthaven Luxemburg-Findel    |            |
| Nederland   | Luchthaven Schiphol                   | 20        | COBUS 2700  | T40 - T59       | T54 is buiten dienst                    |            |
| Nederland   | Rotterdam The Hague Airport           | 7         | COBUS 2700  | T1 - T7         |                                         |            |
| Oostenrijk  | Luchthaven Innsbruck                  | >1        | COBUS 3000  | 117             |                                         |            |
| Oostenrijk  | Luchthaven Wenen                      | >2        | COBUS 3000  | 3, 21           |                                         |            |
| Polen       | Luchthaven Warschau Frédéric Chopin   | ??        | COBUS 2700  | 1164 - 1166, ?? |                                         |            |
| Rusland     | Luchthaven Domodedovo                 | ??        | COBUS 3000  | ??              |                                         |            |
| Rusland     | Luchthaven Pulkovo                    | ??        | COBUS 3000  | ??              |                                         |            |
| Spanje      | Internationale Luchthaven Barcelona   | ??        | COBUS 3000  | ??              |                                         |            |
| Spanje      | Luchthaven Girona-Costa Brava         | ??        | COBUS 3000  | ??              |                                         |            |
| Spanje      | Luchthaven Madrid-Barajas             | ??        | COBUS 3000  | ??              |                                         |            |
| Thailand    | Luchthaven Don Muang                  | ??        | COBUS 2700S | 223, ??         |                                         |            |
| Tsjechië    | Luchthaven Praag-Ruzyně               | ??        | COBUS 3000  | ??              |                                         |            |
| Zwitserland | Luchthaven Zürich (Swissport)         | 1-10      | COBUS 300   | 10              |                                         |            |
| Zwitserland | Luchthaven Zürich (Swissport)         | TB80, ??  | COBUS 2400  | ??              | Personeelsbus                           |            |
| Zwitserland | Luchthaven Zürich (Swissport)         | 11-16, ?? | COBUS 3000  | >6              |                                         |            |

## Vergelijkbare producten
- King Long XMQ 6139B
- LAZ AeroLAZ
- MAZ-171
- Neoplan Airliner
- Youngman JNP6140